# Рамон Вифред (граф Сердани)

Каталонские графства

Рамон Вифред (кат. Ramon Guifré I de Cerdanya, фр. Raymond Ier de Cerdagne; умер в 1068) — граф Сердани и Конфлана с 1035 года.

## Биография
Сын графа Сердани, Конфлана и Берга Вифреда II и его первой жены Гислы Пальярсской.
В 1035 году после удаления отца в монастырь получил Сердань и Конфлан.
Графство Берга перешло к сыну Вифреда II от его второй жены Изабель Бернату Вифреду. В 1050 или 1052 году Бернат Вифред умер бездетным и ему наследовал другой брат — Беренгер Вифред. После его смерти графство Берга было присоединено к Сердани. По другим данным, Беренгер Вифред уже вскоре после избрания епископом Жероны передал Берга Рамону Вифреду. Это мнение основано на том обстоятельстве, что Беренгер Вифред в качестве епископа и графа («Berengarius…episcopus Gerundensis et comes Bergitanensis…») упоминается в единственном документе, датированном 19 июня 1052 года.
Жена — Аделаида (Адела), неизвестного происхождения. Дети:
- Гильем I (умер в 1095 году, после 7 октября), граф Сердани и Конфлана
- Эрик (умер в 1102/1117), виконт Сердани.